# Coprotus luteus
Coprotus luteus är en svampart som beskrevs av Kimbr. 1972. Coprotus luteus ingår i släktet Coprotus och familjen Thelebolaceae.  Arten är reproducerande i Sverige. Inga underarter finns listade i Catalogue of Life.